# Leekfrith Torques

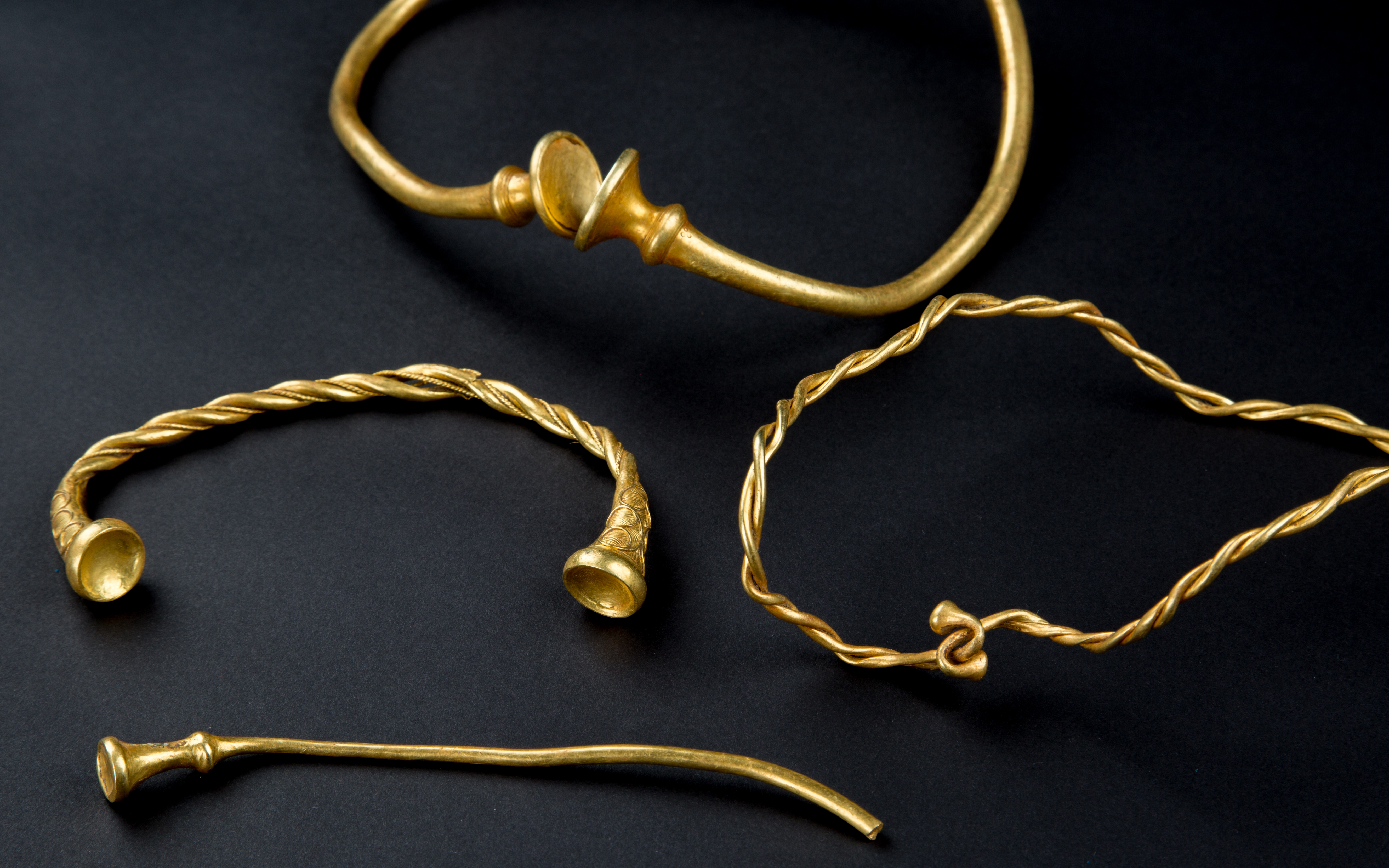
Der Depotfund der Leekfrith Torques

Die Leekfrith Torques sind Teil eines Hortfundes, der aus drei goldenen Torques und einem kleineren Armreifen besteht, die 2016 von Hobby-Sondengängern mit Metalldetektoren auf einem Feld in der Gemeinde Leekfrith in Staffordshire, England gefunden wurden.

## Fundumstände
Die Sondengänger untersuchten ein Feld, das sie bei anderer Gelegenheit bereits einmal ohne Ergebnis abgesucht hatten, und fanden bei dieser Gelegenheit zunächst drei der Einzelteile. Sie meldeten ihren Fund dem zuständigen Denkmalschutzbeauftragten am Birmingham Museum and Art Gallery. Wenige Wochen später fanden die Männer den vierten Torque auf demselben Feld. Die Fundstücke befanden sich in einer Tiefe von etwa 15 bis 20 cm, Graswurzeln wuchsen durch Teile der Schmuckstücke hindurch. Die Fundstücke waren ursprünglich eng beieinanderliegend vergraben und durch Pflügen in ihrer Lage verschoben worden, so dass die Teile letztlich einen Meter voneinander entfernt lagen. Bei einer anschließenden archäologischen Untersuchung konnten im Fundgebiet keine weiteren archäologischen Funde entdeckt und ebenfalls keine Siedlungsspuren in unmittelbarer Umgebung des Fundortes festgestellt werden.

## Befunde
Der Fund gehört zu den ältesten Goldfunden mit keltischen Ornamenten der Latènezeit aus dem eisenzeitlichen Großbritannien und wird als international bedeutend eingestuft. Die einzelnen Teile des Fundes wiegen zwischen 31 g und 230 g und weisen einen Goldgehalt von mindestens 80 %, etwas mehr als 18 Karat, auf. Am 28. Februar 2017 wurde der Fund einer amtlichen Untersuchung unterzogen und aufgrund deren Ergebnisse dem britischen Schatzregal von 1996 (Treasure Act 1996) unterworfen. Coroner Ian Smith qualifizierte den Fund als „… nicht ganz in der gleichen Liga wie der Schatz von Staffordshire, aber trotzdem bedeutend“. Stephen Dean, der Chefarchäologe des Staffordshire County Council, urteilte, dass der Fund „möglicherweise alles ändert, was man über das nördliche Britannien vor der Ankunft der Römer weiß.“ Der Goldschmuck stammt möglicherweise aus dem Gebiet des heutigen Deutschland oder Frankreich und wurde wahrscheinlich zwischen 400 und 250 vor Christus angefertigt. Er könnte als Handelsobjekt oder mit wohlhabenden Einwanderern nach England gelangt sein.
Nachdem die Zusammensetzung des Fundes amtlich untersucht ist, stellen Antiquitätenexperten des Treasure Valuation Committee den Wert der Torques fest. Auf dieser Grundlage wird er einem Museum zum Kauf angeboten. Sollte er keinen Käufer finden, können die Finder ihn behalten. Die Kommission kann auch eine Belohnung festlegen, die nach ebenfalls festzulegenden Regeln zwischen den Findern und dem Grundstückseigentümer aufgeteilt wird.
Ebenfalls am 28. Februar 2017 wurden die Torques von Leekfrith auf einer Veranstaltung im Potteries Museum & Art Gallery in Hanley (Stoke-on-Trent) erstmals der Öffentlichkeit vorgestellt, wo sie vom 1. bis 22. März 2017 in einer Sonderausstellung gezeigt wurden.
Koordinaten: 53° 9′ 0″ N, 2° 1′ 1,2″ W